# Élection du gouverneur de Bangkok de 2013
La 10e élection du gouverneur de Bangkok s'est tenue le 3 mars 2013, après la fin du mandat du gouverneur démocrate sortant et candidat à sa réélection Sukhumbhand Paribatra.
Celui-ci est réélu à une large majorité, en obtenant plus d'1,2 million de voix ainsi que 47,75% des suffrages,, devançant ainsi le candidat du Pheu Thai, l'officier de police Pongsapat Pongcharoen, arrivant en seconde position avec plus d'un million de voix et 40,97% de suffrages. Les deux candidats en tête font des scores historiques jamais obtenus depuis l'élection de 2000, où Samak Sunthorawet était en tête avec 45,85% des suffrages, tout en dépassant le million de votes.
Seripisut Temiyavet, candidat indépendant, arrive loin derrière les deux principaux candidats avec 6,33% des suffrages.
La Commission électorale confirme l'élection de Sukhumbhand Paribatra le 27 mars 2013.